# Up from the Beach
Up From the Beach (br Muito Além da Glória) é um filme estadunidense de 1965, em preto e branco, dos gêneros drama e guerra, dirigido por Robert Parrish, roteirizado por Stanley Mann e Claude Brule, baseado no romance Epitaph for an Enemy, de George Barr, com música de Edgar Cosma.
Trata-se de uma continuação de The Longest Day, inclusive com utilização de cenas de arquivo do filme anterior.

## Sinopse
França, junho de 1944, após o desembarque na Normandia, um sargento e um soldado americanos, recebem ordens de escoltar um grupo de civis franceses a segurança de sua cidade.

## Elenco
- Cliff Robertson....... Sargento Edward Baxter
- Red Buttons....... Soldado Harry Devine
- Irina Demick....... Lili Rolland
- Marius Goring....... Comandante alemão
- Slim Pickens....... Coronel da artilharia
- James Robertson Justice....... Oficial inglês
- Broderick Crawford....... Major da MP
- Georges Chamarat....... Prefeito
- Françoise Rosay....... Avó de Lili
- Raymond Bussières....... Dupre
- Fernand Ledoux
- Louise Chevalier....... Marie
- Germaine Delbat....... Costureira
- Paula Dehelly....... Viúva Clarisse